# Kolena
Kolena (bulgariska: Колена) är ett distrikt i Bulgarien.   Det ligger i kommunen Obsjtina Stara Zagora och regionen Stara Zagora, i den centrala delen av landet, 200 km öster om huvudstaden Sofia.
Trakten runt Kolena består till största delen av jordbruksmark. Runt Kolena är det ganska tätbefolkat, med 155 invånare per kvadratkilometer.